# Stephen J. Harrison

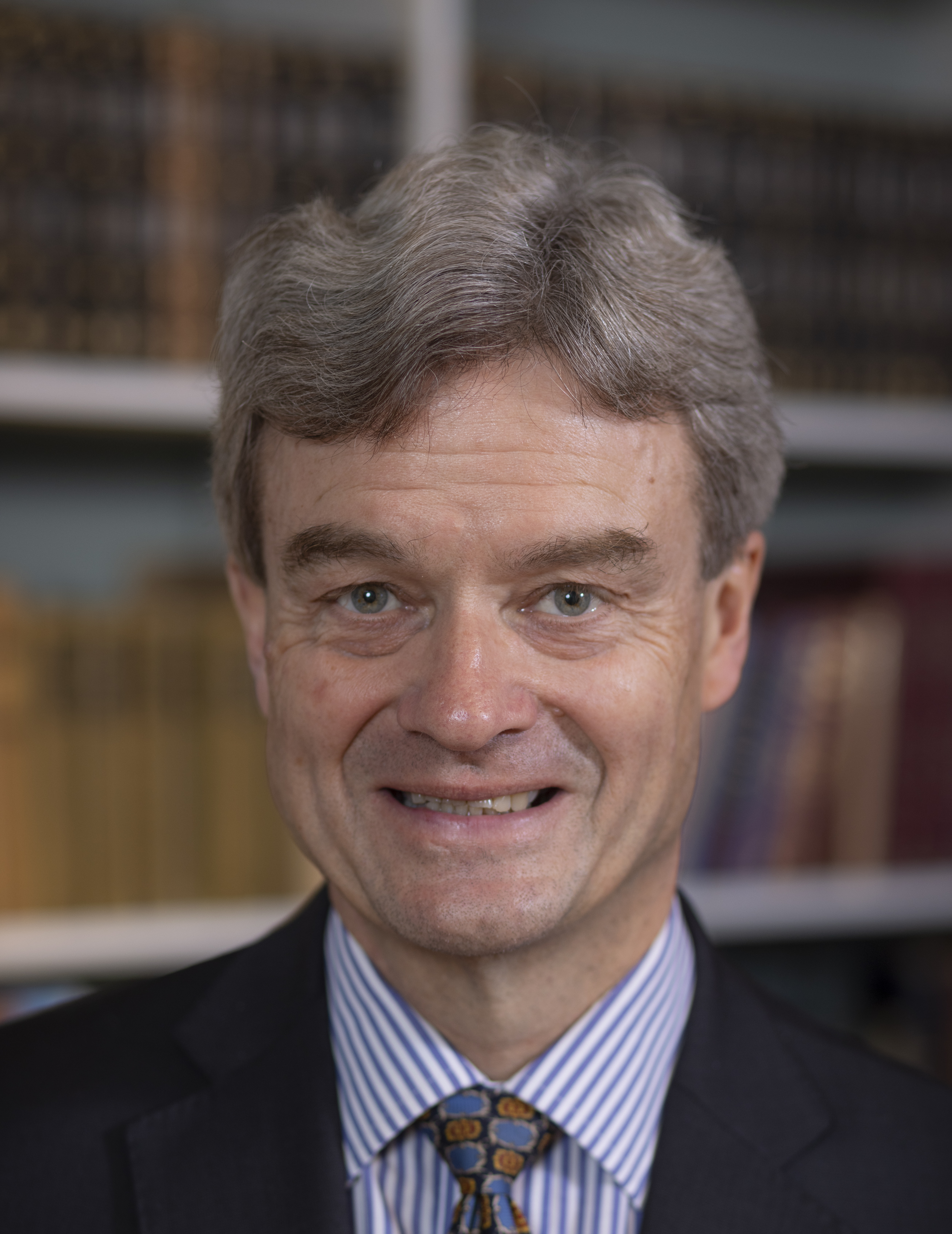
Stephen J. Harrison, 2022

Stephen John Harrison (* 31. Oktober 1960) ist ein britischer Latinist.
Harrison war von 1992 bis 2020 Fellow and Tutor in Classics am Corpus Christi College in Oxford und seit 2008 zudem Professor of Latin Literature an der Universität Oxford. Seit 2020 ist er Senior Research Fellow in Classics am Corpus Christi College.
Harrison beschäftigt sich hauptsächlich mit der Augusteischen Dichtung (Vergil, Horaz) und dem lateinischen Sophisten Apuleius, insbesondere seinem Roman, den Metamorphosen, aber auch mit der Rezeptionsgeschichte der Antike im Großbritannien des 19. und 20. Jahrhunderts und der Geschichte der Klassischen Philologie.
Harrison war zeitweise Associate Editor für den Bereich Latinistik des ausschließlich elektronisch erscheinenden Rezensionsorgans der Klassischen Altertumswissenschaften Bryn Mawr Classical Review. 2007 wurde er zum Mitglied der Academia Europaea gewählt. Seit 2022 ist er Ehrendoktor der Technisch-Naturwissenschaftlichen Universität Norwegens (NTNU).

## Schriften (Auswahl)
Monographien
- Horatian readings. Poetic and literary texture (Trends in classics – supplementary volumes, 189). De Gruyter, Berlin 2025, ISBN 978-3-11-167862-7.
- mit Regine May: Apuleius in European literature: Cupid and Psyche since 1650. (Classical presences). Oxford University Press, Oxford 2024.
- Victorian Horace: Classics and Class. Bloomsbury, London 2017.
- Horace (New Surveys in the Classics). Cambridge University Press, Cambridge 2014.
- Framing the Ass. Literary Texture in Apuleius' Metamorphoses. Oxford University Press, Oxford 2013.
- Generic Enrichment in Vergil and Horace. Oxford University Press, Oxford 2007.
- Apuleius: A Latin Sophist. Oxford University Press, Oxford 2000; Nachdruck als paperback 2004.

Ausgaben, Kommentare, Übersetzungen
- How to Be Content: An Ancient Poet’s Guide for an Age of Excess. Horace, selected, translated, and introduced by Stephen Harrison. Princeton University Press, Princeton N.J. 2020.
- Horace, Odes Book II. Cambridge University Press, Cambridge 2017.
- mit M. Zimmerman, S. Panayotakis, V. C. Hunink, W. H. Keulen, Th. D. McCreight, B. Wesseling, D. van Mal-Maeder: A Commentary on Apuleius Metamorphoses IV.28–VI.24. Egbert Forsten, 2004.
- Apuleius: Rhetorical Works. Translated and annotated by Stephen Harrison, John Hilton and Vincent Hunink, edited by S. J. Harrison. Oxford University Press, Oxford 2001; Nachdruck 2007.
- A Commentary on Vergil, Aeneid 10. Oxford University Press, Oxford 1991; Nachdruck als paperback 1997, 2002.

Herausgeberschaften
- mit Regine May: Cupid and Psyche. The Reception of Apuleius' Love Story since 1600. De Gruyter, Berlin 2020.
- mit Christopher Pelling, Christopher Stray: Rediscovering E. R. Dodds: scholarship, poetry and the paranormal. Oxford University Press, Oxford 2019 (enthält ein Schriftenverzeichnis). – Rezension von Alexandre Johnston, in: Bryn Mawr Classical Review 2020.11.43
- mit Thea S. Thorsen: Roman Receptions of Sappho. (OUP, 2019)
- mit Fiona Macintosh und Helen Eastman: Seamus Heaney and the Classics: Bann Valley Muses. (OUP, 2019)
- mit Stavros Frangoulidis und Theodore D. Papanghelis: Intratextuality and Latin Literature. (De Gruyter, 2018)
- Living Classics: Greece and Rome in Contemporary Poetry in English (OUP, 2009)
- R. O. A. M. Lyne: Collected Papers on Latin Poetry (OUP, 2007)
- mit S. Swain und Jaś Elsner: Severan Culture (CUP, 2007)
- mit S. J. Heyworth und P. G. Fowler: Classical constructions: papers in memory of Don Fowler, classicist and epicurean (Oxford; New York: Oxford University Press 2007)
- The Cambridge Companion to Horace (CUP, 2007)
- mit Michael Paschalis, Stavros Frangoulidis und M. Zimmerman: The Greek and the Roman Novel: Parallel Readings, (Groningen, 2007)
- Gian Biagio Conte: The Poetry of Pathos: Studies in Virgilian Epic (OUP, 2007)
- mit Michael Paschalis und Stavros Frangoulidis: Metaphor and the Ancient Novel (Groningen, 2005)
- A Companion to Latin Literature (Blackwell, 2005; paperback 2006)
- Texts, Ideas and the Classics: Scholarship, Theory and Classical Literature (OUP, 2001)
- Oxford Readings in The Roman Novel (OUP, 1999; repr. 2004)
- Homage to Horace: A Bimillenary Celebration (OUP, 1995)
- Oxford Readings in Vergil's Aeneid (OUP, 1990; repr. pb. 1998, 2001, hb 2002)
- Robin G. M. Nisbet: Collected Papers on Latin Literature (OUP, 1995)